# Hollómező
Hollómező (románul: Măgoaja) falu Romániában, Erdélyben, Kolozs megyében.

## Fekvése
Déstől északra, Pecsétszeg északi szomszédjában fekvő település. A 18B főút mentén található.

## Története
A falu nevét 1588-ban említette először oklevél Hollomezö alakban, mikor Báthory Zsigmond Hollómező vajdaságát a település alapítójának, nemes Botha Jánosnak és utódainak adományozta, aki az addig elpusztult, lakatlan helyet a saját költségén benépesítette. A fejedelem ekkor egyúttal Hollómezőt a dési kamarához csatolta.
1662-ben Hollmezö, 1646-ban Hollomezeo, 1733-ban Hollo-Mezö, 1750-ben Magocze, 1808-ban Hollómező, Mogácse, 1913-ban Hollómező néven írták.
1598-ban birtokosai között említették Teke Ferencet, 1607-ben pedig Toldalagi Györgyöt is, akiknek örökösei egészen 1638-ig bírták Hollómezőt, ekkor azonban a család férfi ága kihalt, és a fejedelem a birtokot a dési sókamarához csatolta.
1653-ban II. Rákóczi György fejedelem e birtokot uzoni Béldy Pálnak adta zálogba a kodori uradalom kárpótlásául.
1661-ben Hollómező a deési sókamarához tartozott, 1677-ben pedig birtokosa a kincstár volt.
A trianoni békeszerződés előtt Szolnok-Doboka vármegye Dési járásához tartozott.
1910-ben 1009 lakosából 981 fő román, 8 pedig magyar volt. A népességből 10 fő görögkatolikus, 956 görögkeleti ortodox volt.
A 2002-es népszámláláskor 441 lakója közül 409 fő (92,7%) román nemzetiségű, 32 fő (7,3%) cigány etnikumú volt.

## Nevezetességek
- Görögkeleti temploma 1810–1820 között épült Szent Miklós tiszteletére. Harangjait 1852-ben Kolozsvárt öntötték.
- Itt született a híres betyár, Pintye vitéz (1670. február 25. – 1703. augusztus 14.).